# Robert Banks (Musiker)
Robert „Rob“ Banks (* 3. Februar 1930 in Newark) ist ein amerikanischer Blues-, Gospel- und Jazzmusiker (Piano, Orgel, Arrangement).

## Leben und Wirken
Banks erhielt ersten Musikunterricht von seinem Onkel Eugene Faust. Er trat zunächst im örtlichen Coleman Hotel auf und tourte dann mit dem Gitarristen Horace Sims in dessen Band El Tempos. Als erste Aufnahme legte Banks mit seinen Waileros 1954 den „Mambo Blues“ bei Savoy Records vor (auf der A-Seite war der „Mambo Boogie“ von Johnny Otis), 1956 gefolgt von „Shangri-La“ / „Blues for Everybody“ mit seinem Trio. Für Savoy begleitete er auch R&B-Musiker wie Nappy Brown und Big Maybelle. Gemeinsam mit Phil Urso nahm er die LP Sentimental Journey auf. 
In den frühen 1960er Jahren wirkte Banks als Studiomusiker und begleitete Shakey Jake Harris, Curtis Jones, Sunnyland Slim, Al Smith und Roosevelt Sykes ebenso wie Mildred Anderson. In den nächsten Jahren war er für Dionne Warwick, Willis Jackson, Lloyd Reese, Sonny Terry, Brownie McGhee und zahlreiche weitere afroamerikanische Musiker tätig, aber 1966 auch für The Fugs sowie Peter, Paul & Mary.
Banks veröffentlichte 1967 bei Verve Records sein Album The Message, arbeitete für Solomon Burke, arrangierte und dirigierte Willie Hightowers „Sentimental Reasons“ / „You Send Me“ für Capitol und produzierte Myrna Summers Album Tell It Like It Is (1970). Im Folgejahr verantwortete er das Album Gospel Now von Marion Williams. Auch war er auf Alben von Louisiana Red, Ken Munson, Billy Gordon und Bobby Curtis zu hören. 1981 begleitete er regelmäßig mit dem Bassisten Jimmy Lewis die Sängerin Lu Elliott bei ihren Auftritten in New York City. Später trat er noch mit Amiri Barakas Blue Ark auf, mit der auch Aufnahmen veröffentlicht wurden (Real Song, 1995).

## Diskographische Hinweise
- Phil Urso, Bob Banks: Sentimental Journey (Regent 1956)
- The Message (Verve Records 1967)